# Witches of Warboys
Die Witches of Warboys (Hexen von Warboys) waren Alice Samuel, ihr Mann und ihre Tochter, die 1589–1593 in der Gemeinde Warboys in den Fens von Huntingdonshire der Hexerei beschuldigt und hingerichtet wurden. Es war einer der vielen Hexenprozesse der frühen Neuzeit, aber im England des 16. Jahrhunderts in der späten Regierungszeit von Elisabeth I. einer der aufsehenerregenderen. Dies liegt auch an dem 1593 dazu erstellten über 100-seitigen Pamphlet The Most strange and admirable discoverie of the three witches of Warboys, arraigned, conducted and executed at the last Assises at Huntingdon, for the bewitching of the five daughters of Robert Throckmorton Esquire, and divers other persons, with sundry Develish and grievous torments: And also for the bewitching to death of Lady Crumwell, the like hath not been heard of in this age.

## Hexenprozess
Die blumige Schilderung des Geschehens folgt dem Pamphlet von 1593.
Die ersten Anschuldigungen wurden im November 1589 von Jane Throckmorton, der 9-jährigen Tochter von Robert Throckmorton, dem Gutsherrn von Warboys, erhoben, als sie anfing, an Anfällen zu leiden. Sie beschuldigte die 76-jährige Alice Samuel, die Ursache zu sein; dies wurde von Janes vier Schwestern und einigen Hausangestellten geteilt, die ähnliche Symptome zeigten. Als Alice Samuel den Kindern vorgeführt wurde, wurden diese noch kränker und hatten den Drang, sie zu kratzen.
Robert Throckmorton war ein enger Freund von Sir Henry Cromwell, einem der reichsten Bürgerlichen Englands und dem Großvater von Oliver Cromwell. Im März 1590 kam Lady Cromwell zu Besuch nach Warboys. Im Haus der Throckmortons befragte sie Alice Samuel, und was nach dem Gespräch kam, diente dazu, den Verdacht zu bestätigen, den die Throckmortons hatten: Lady Cromwell wurde von Alice Samuel in ihren Träumen gequält, und nach einiger Zeit wurde sie krank und starb 1592. Dies war genug Beweis, um Alice Samuel 1593 einem Prozess zu unterziehen, der sie und den Rest ihrer Familie für schuldig befinden sollte.

### Anschuldigungen
Die ersten Anschuldigungen, die Alice Samuel Hexenpraktiken unterstellten, wurden im November 1589 im Haushalt der Familie Throckmorton, die seit dem Michaelstag 1588 (29. September) in der Stadt wohnten, erhoben. Danach gab es insgesamt zwölf Dienstmädchen des Throckmorton-Haushalts (zusätzlich zu den fünf Töchtern), die Anfälle und Qualen aufgrund von Hexerei erlitten. Die jüngste Tochter Jane war neun Jahre alt. Janes Anfälle wurden sinngemäß wie folgt beschrieben: „Manchmal nieste sie sehr laut und heftig für eine halbe Stunde; offensichtlich wie in einer großen Trance und dann lag sie lange ruhig, bald danach begann sie zu schwellen und hob ihren Bauch, so dass niemand in der Lage war, sie zu biegen oder sie nach unten zu halten, manchmal schüttelte sie ein Bein und nur das, als ob sie paralysiert wäre, manchmal andere Gliedmaßen, derzeit würde sie einen ihrer Arme schütteln und dann den anderen, und bald danach ihren Kopf, als ob sie mit der durch den Körper wandernde Paralyse infiziert worden wäre“, (erste Seite des Pamphlets). Die Eltern waren daraufhin beunruhigt, konnten aber nicht verstehen, warum ihnen ein solches Unheil widerfahren sollte.
Janes Mutter und Großmutter waren an der Seite des Kindes, und auch andere Nachbarn kamen, um sie zu sehen. Als dann Alice Samuel hereinkam, rief das Kind aus: „Großmutter, sieh, wo die alte Hexe sitzt (sie zeigt auf Samuel), hast du jemals eine gesehen, die einer Hexe ähnlicher ist als sie: Nimm ihr die schwarze, zottelige oder fransige Mütze ab, denn ich kann es nicht ertragen, sie anzusehen“ (ebenda). Janes Mutter dachte sich zunächst nichts dabei und dachte, ihr Kind hätte Schlafentzug und sei krank. Da es Jane jedoch immer schlechter ging, schickten ihre Eltern ihren Urin an einen Doktor Barrow aus Cambridge, der Jane dreimal Medizin schickte, weil er dachte, sie würde dadurch geheilt werden. Das tat sie aber nicht. Nach dem dritten Mal erkundigte sich der Arzt, ob die Eltern irgendwelche Anzeichen von Zauberei oder Hexerei erkennen könnten. Janes Urin wurde daraufhin an einen Bekannten der Familie, Meister Butler, zur Untersuchung geschickt und er verschrieb die gleichen Mittel, die schon Doktor Barrow geschickt hatte. Genau einen Monat später, fast auf die Stunde genau am selben Tag, erkrankten zwei weitere Töchter von Meister Throckmorton an der gleichen Krankheit, die Jane befallen hatte.
Die älteste Schwester, die fünfzehn Jahre alt und das kräftigste der Kinder war, zeigte die gleichen Symptome. Sie kämpfte mit dem Geist und wurde schwer gequält, da sie ihn nicht überwinden konnte. Wenn sie auf einem Stuhl saß, brachten ihre Anfälle sie oft dazu, den Stuhl zu zerbrechen. Die Töchter konnten während dieser Anfälle nicht sehen, hören oder fühlen. Sie beschuldigten Mutter Samuel und verlangten, dass sie weggebracht werden sollte. Diese Anfälle dauerten manchmal einen halben Tag lang und traten bis zu sechs oder sieben Mal am Tag auf. Nach den Anfällen erinnerten sich die Schwestern an nichts von dem, was sie gesagt hatten.
Im März 1590 hatte Lady Cromwell mit Alice Samuel ein Gespräch über die gegen Alice erhobenen Vorwürfe. Während dieses Gesprächs nahm Lady Cromwell Berichten zufolge eine Schere und schnitt eine Haarlocke von Alice ab und gab sie der Mutter Throckmorton zum Verbrennen (ein Volksheilmittel, von dem man glaubte, dass es die Macht einer Hexe schwächen würde). In dieser Nacht hatte Lady Cromwell Alpträume; sie wurde krank und starb im Jahr 1592.

### Verurteilung
Nach dem Tod von Lady Cromwell überredete ein örtlicher Pfarrer Alice, die Hexerei zuzugeben, was sie aber schon am nächsten Tag wieder zurücknahm. Sie gestand jedoch erneut, als sie vor den Bischof von Lincoln und nach Huntingdon gebracht wurde, wo sie mit ihrer Tochter und ihrem Mann inhaftiert wurde.  Die Familie wurde im April 1593 wegen des Mordes durch Hexerei an Lady Cromwell vor Gericht gestellt. Alle drei wurden für schuldig befunden und schließlich gehängt.
Nach der Hinrichtung verließ Robert Throckmorton eilig Warboys, seine Frau starb angeblich auch noch kurz vor seiner Abreise.

### Posthume Beweise
Der Kerkermeister und seine Frau untersuchten die Leichen:

“[H]e found upon the body of the old woman Alice Samuel a little lump of flesh, in manner sticking out as if it had been a teat, to the length of half an inch; which both he and his wife perceiving, at the first sight thereof meant not to disclose because it was adjoining so secret a place which was not decent to be seen. Yet in the end, not willing to conceal so strange a matter, and decently covering that privy place a little above which it grew, they made open show thereof unto diverse that stood by.”

Die Entdeckung eines Hexenmales (auch als „Teufelsmal“ bekannt) war zu dieser Zeit in England ein wichtiger juristischer Beweis war. Vielfach wurde hier die Klitoris als „zitzenähnliche Wucherung an der Vulva“ als solches identifiziert.
Diese Erzählung von der postmortalen Untersuchung des Kerkermeisters ist in der modernen Wissenschaft häufig zitiert worden, zum Beispiel das Thema Hexe zwischen Mensch und Tier, die von dem Fund ausgehend sado-erotische Faszination, insbesondere in feministischen Interpretationen der frühneuzeitlichen Hexenprozesse.
George Lyman Kittredge nannte den Warboys-Prozess „den folgenreichsten Hexenprozess, der je in England stattgefunden hat“, unter anderem, weil er „nachweislich einen tiefen und bleibenden Eindruck auf die gesetzgebende Klasse“ gemacht habe. Er argumentiert, dass der Warboys-Prozess die Verabschiedung des Witchcraft Act von 1604 beeinflusste.

## Nachleben
In Kate Pullingers Gothic Novel Weird Sister, kehrt eine Agnes Samuel in die Jetztzeit zurück, um die Familie Throckmorton, die ahnungslos bezüglich der vergangenen Zeiten noch in Warboys wohnen, zu terrorisieren.
Judy Chicago widmete Alice Samuel eine Inschrift auf den dreieckigen Bodenfliesen des Heritage Floor ihrer 1974 bis 1979 entstandenen Installation The Dinner Party. Die mit dem Namen Alice Samuel beschrifteten Porzellanfliesen sind dem Platz mit dem Gedeck für Petronilla de Meath zugeordnet.